# Krzysztof Strzałkowski
Krzysztof Grzegorz Strzałkowski (ur. 12 lutego 1981 w Warszawie) – polski samorządowiec i urzędnik, w latach 2010–2014 wicemarszałek województwa mazowieckiego, w 2014 burmistrz Bemowa, od 2014 burmistrz Woli.

## Życiorys
Pochodzi z Zielonki. Absolwent II Liceum Ogólnokształcącego im. Stefana Batorego w Warszawie (2000). Ukończył studia politologiczne o specjalności polityka społeczna na Wydziale Dziennikarstwa i Nauk Politycznych Uniwersytetu Warszawskiego (2005), a także podyplomowe studia menadżerskie na Wydziale Zarządzania Uniwersytetu Warszawskiego. W latach 2005–2008 był doktorantem i wykładowcą w Instytucie Polityki Społecznej UW. Od 2002 pracował w instytucjach samorządowych, w tym od 2008 do 2010 jako p.o. dyrektora Wojewódzkiego Urzędu Pracy w Warszawie.
W 2006 i 2010 był wybierany do rady powiatu wołomińskiego z list Platformy Obywatelskiej. W grudniu 2010 powołany na wicemarszałka województwa mazowieckiego. Zrezygnował z tej funkcji w maju 2014, gdy objął fotel burmistrza warszawskiej dzielnicy Bemowo (wskutek rezygnacji Alberta Stomy, oskarżanego o nieprawidłowości finansowe). Pełnił tę funkcję do końca kadencji. W wyborach w 2014 został wybrany do sejmiku mazowieckiego, w grudniu tego samego roku objął również funkcję burmistrza dzielnicy Wola. W 2018 uzyskał reelekcję do sejmiku, utrzymał także stanowisko burmistrza Woli. W 2023 wystartował do Sejmu z ramienia Koalicji Obywatelskiej w okręgu nr 19. W 2024 utrzymał fotel radnego wojewódzkiego i burmistrza Woli.